# I Am the Night—Color Me Black
"I Am the Night—Color Me Black" is een aflevering van de Amerikaanse televisieserie The Twilight Zone. Het scenario werd geschreven door Rod Serling.

## Plot

### Opening
Rod Serling verteld de kijker dat dit de ochtend is dat er een executie plaats zal vinden. Het is nu 7:30. Normaal zou om deze tijd de zon al op moeten zijn. Maar spoedig zullen Sheriff Charlie Koch, een deputy genaamd Pierce, een veroordeelde man genaamd Jagger en de bewoners van een klein dorpje ontdekken dat normale dingen niet altijd gelden in de Twilight Zone.

### Verhaal
Jagger is een man die onterecht is veroordeeld voor moord. Hij zal vandaag worden opgehangen. Op de dag van de executie komt om mysterieuze reden de zon niet op en blijft de stad in het duister gehuld. Dit roept bij sommige bewoners de vraag op of Jagger wel schuldig is, maar Jagger wordt toch opgehangen. Dit tot opluchting van de meeste dorpelingen.
Nauwelijks is Jagger opgehangen, of de lucht wordt nog donkerder. De lokale dominee verwijt de dorpelingen dat de duisternis hun schuld is. Hun haat rondom Jaggers executie heeft dit veroorzaakt. Volgens hem vindt hetzelfde verschijnsel momenteel wereldwijd plaats, waaronder in Vietnam (waar op dat moment de vietnamoorlog aan de gang is), de Berlijnse Muur en een straat in Dallas; allemaal plaatsen waar zich een grote concentratie van haat bevindt.

### Slot
Rod Serling beschrijft in zijn slotdialoog haat als een ziekte. Weliswaar een die niet wordt veroorzaakt door bacteriën, virussen of schimmels, maar toch een ziekte. Zeer besmettelijk en vaak fataal. Hij roept de kijker op deze ziekte niet te zoeken in de Twilght Zone, maar in de spiegel.

## Rolverdeling
- Terry Becker : Jagger
- Michael Constantine : sheriff Charlie Koch
- Paul Fix : Colbey
- George Lindsey : deputy Pierce
- Ivan Dixon : dominee Anderson

## Trivia
- Het verhaal van deze aflevering vertoond veel overeenkomsten met “Many Many Monkeys”, een scenario geschreven voor The Twilight Zone door producer William Froug. In dit scenario treft een mysterieuze ziekte de mensheid die ervoor zorgt dat hun ogen dichtgroeien. Eerst wordt een nucleaire ramp gezien als oorzaak, maar dan blijkt de manifestatie van haat iedereen blind te maken. Dit scenario werd in 1987 alsnog verfilmd voor The New Twilight Zone.
- Deze aflevering zou zich afspelen in 1964, maar de laatste keer dat in Amerika iemand werd geëxecuteerd middels ophanging was in 1936.